# Murcia obesa
Murcia obesa är en kvalsterart som först beskrevs av Banks 1895.  Murcia obesa ingår i släktet Murcia och familjen Ceratozetidae. Inga underarter finns listade i Catalogue of Life.